# Simaba cedron
Simaba cedron là một loài thực vật có hoa trong họ Thanh thất. Loài này được Planch. miêu tả khoa học đầu tiên năm 1846.